# フライング・ロータス
フライング・ロータス（Flying Lotus、本名: スティーヴン・エリソン、1983年10月7日 - ）は、アメリカ合衆国カリフォルニア州ロサンゼルス出身の音楽プロデューサー、DJ、ラッパー、映画音楽家、映画監督。おもにヒップホップ音楽を手がけるが、ジャズや電子音楽、ブラジル音楽の影響をつよく受けており、強い重低音と特異なリズムが特徴的である。音楽レーベルであるブレインフィーダーを主宰。アリス・コルトレーンを大叔母に、ジョン・コルトレーンを大叔父にもつ。
2006年に最初のアルバム『1983』を発表。ワープ・レコーズと契約しリリースした2作目のアルバム『ロス・アンジェルス』（2008年）、3作目『コスモグランマ』（2010年）が批評家から絶賛を受け、世界的に知られるようになる。その後、4作目の『アンティル・ザ・クワイエット・カムス』（2012年）、5作目『ユーアー・デッド!』（2014年）、6作目『フラマグラ』（2019年）とソロ作品をリリースしている。また、2012年からはCaptain Murphy名義でラッパーとしても活動している。
音楽プロデューサーとしてケンドリック・ラマー、マック・ミラー、チャンス・ザ・ラッパー、サンダーキャットなどの作品に参加。また、映画やアニメのオリジナルスコアを担当したり、自身が監督・脚本を務める映画『Kuso』（2017年）を公開するなど、映画作家としても活動している。

## 来歴

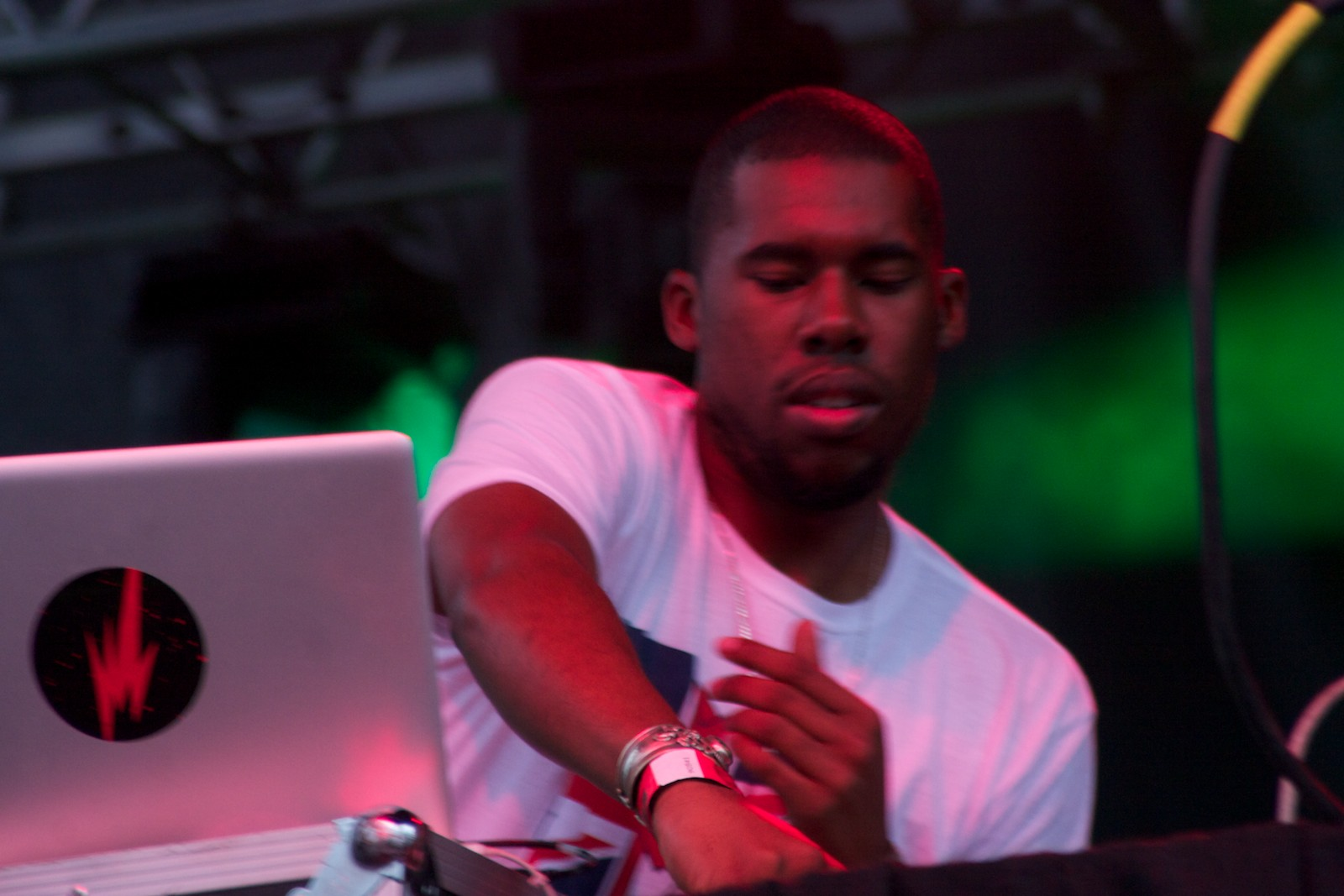
フライング・ロータスのライブ・パフォーマンス（2010年）

1983年10月7日、カリフォルニア州ロサンゼルスで生まれる。フライング・ロータスはロサンゼルス・フィルム・スクールとアカデミー・オブ・アート大学に通っていた。
2006年、デビューアルバム『1983』をリリース。
2008年、ワープ・レコーズから2作目のアルバム『ロス・アンジェルス』をリリースする。批評家から高い評価を受け、世界的に知られるようになる。
2010年、3作目のアルバム『コスモグランマ』をリリースする。前作に続き、批評家から高い評価を受けた。
2012年、4作目のアルバム『アンティル・ザ・クワイエット・カムス』をリリースする。また、この年にCaptain Murphy名義でラッパーとしての活動を開始する。この事実を数ヶ月間秘密にしていたが、初のラップ・ミックステープ『Duality』を密かにリリースした数週間後にようやく自分の正体を明らかにした。
2014年、5作目のアルバム『ユーアー・デッド!』をリリースする。第58回グラミー賞では収録曲「Never Catch Me」が最優秀ダンス・レコーディングス賞に、プロデューサーとして参加したケンドリック・ラマーのアルバム『トゥ・ピンプ・ア・バタフライ』が最優秀アルバム賞にノミネートされた。
2016年7月5日、自身の音楽レーベルであるブレインフィーダーの映画部門の立ち上げを発表する。その直後、サンダンスNEXT映画祭で『Royal』というタイトルの短編映画をプレミア上映し、後にフライング・ロータスの長編映画監督デビュー作『Kuso』の一部であることが明らかになった。映画『Kuso』は2017年1月にサンダンス映画祭でプレミア上映された後、7月に一般公開され、2018年8月には日本でも一部劇場で公開された。
2019年、6作目のアルバム『フラマグラ』をリリースする。

## 人物

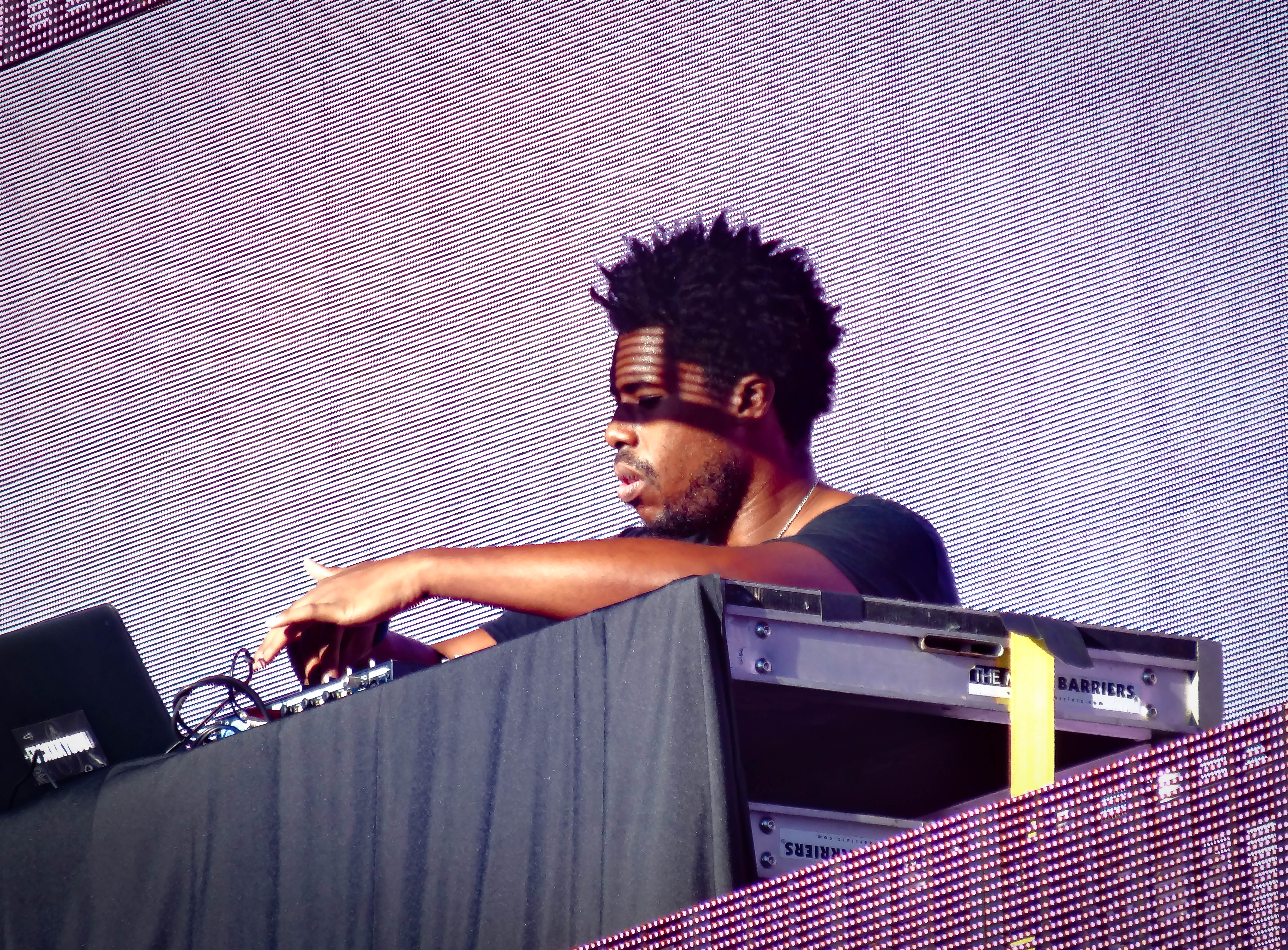
オースティン・シティ・リミッツに出演するフライング・ロータス（2016年）

アリス・コルトレーンを大叔母に、ジョン・コルトレーンを大叔父にもつ。
親日家で、日本の映画やアニメやゲームのファンとしても知られる。日本の映画監督の三池崇史、塚本晋也、北野武を賞賛し、来日ライブの際には『ドラゴンボール』の道着を着て登場したり、ゲームサウンドの要素をたくさん盛り込むなど、随所にその様子が垣間見える。

## ディスコグラフィ

### スタジオ・アルバム
- 1983 (2006年、Plug Research)
- 『ロス・アンジェルス』 - Los Angeles (2008年、Warp)
- 『コスモグランマ』 - Cosmogramma (2010年、Warp)
- 『アンティル・ザ・クワイエット・カムス』 - Until The Quiet Comes (2012年、Warp)
- 『ユーアー・デッド!』 - You're Dead! (2014年、Warp)
- 『フラマグラ』 - Flamagra (2019年、Warp)

### ミックステープ
- Duality (2012年、Brainfeeder) ※Captain Murphy名義
- Ideas+drafts+loops (2013年、Brainfeeder)

### EP
- 『リセット』 - Reset (2007年)
- L.A. EP 1 X 3 (2008年)
- Shhh! (2008年)
- L.A. EP 2 X 3 (2008年)
- L.A. EP 3 X 3 (2009年)
- 『パターン+グリッド・ワールド』 - Pattern+Grid world（2010年）
- Cosmogramma Alt Takes (2011年)
- Presents INFINITY “Infinitum” - Maida Vale Session (2019年)

### コンピレーション・アルバム
- 『LA EP CD』 - LA CD (2009年)

## フィルモグラフィ
- Until the Quiet Comes (2012年) 音楽
- The Mapping of Countries Yet to Come (2012年) 音楽
- A Portrait of Noomi Rapace (2014年) 音楽
- FUCKKKYOUUU (by Eddie Alcazar) (2016年) 音楽
- Royal (2016年) 監督
- 『エリック・アンドレ・ショー』 - The Eric Andre Show (2016年) 出演
- Lovetrue (2016年) 音楽
- Kuso (2017年) 監督・脚本・音楽
- 『ブレードランナー ブラックアウト2022』 - Blade Runner Black Out 2022 (2017年) 音楽
- Perfect (by Eddie Alcazar) (2018年) 音楽
- 『キャロル&チューズデイ』 - Carole & Tuesday (2019年) 一部音楽

## 来日公演
- 2008年
  - 10月8日 静岡 朝霧アリーナ - 朝霧JAM
- 2010年
  - 5月28日 東京 西麻布eleven
  - 5月29日 大阪 TRIANGLE
  - 5月30日 石川 金沢 MANIER
- 2012年
  - 11月23日 東京 幕張メッセ - エレクトラグライド
  - 11月24日 大阪 ATCホール - エレクトラグライド
- 2013年
  - 7月26日 新潟 苗場スキー場 - Fuji Rock Festival
- 2014年
  - 12月5日 東京 品川ステラボール
- 2018年
  - 8月17日 千葉 幕張メッセ - SONIC MANIA
  - 8月19日 大阪 舞洲スポーツアイランド - SUMMER SONIC OSAKA
- 2019年
  - 9月26日 東京 新木場 STUDIO COAST